# Schlacht von Wöhrden
In der Schlacht von Wöhrden am 7. September 1319 vernichteten die Dithmarscher ein holsteinisches und mecklenburgisches Invasionsheer, das unter Gerhard III. von Holstein in das Land einmarschiert war.
Albrecht von Holstein hatte im Vorfeld unter anderem das Ziel, Holstein zu einem Herzogtum zu erweitern. Dazu hätte er aber zunächst Dithmarschen erobern müssen. Dieses war zwar seit der siegreichen Schlacht bei Bornhöved (1227) dem Erzbistum Bremen unterstellt, blieb aber weitestgehend selbständig.
Nach dem Friedensschluss von Templin am 24. und 25. November 1317 waren die beteiligten Streitkräfte unbeschäftigt. Das nutzt Graf Gerhard III. von Holstein, um eine Anzahl der ihm befreundeten Herren mit der Aussicht auf reiche Beute und neue Abenteuer für seinen Plan eines Rachefeldzuges gegen die Dithmarschen wegen der Ermordung des Adolf VI. (Holstein-Schauenburg) im Jahre 1315 zu gewinnen. Am 1. Juni 1319 wurde in Wismar ein Hoftag abgehalten, auf dem Graf Gerhard III. von Holstein, Heinrich II. von Mecklenburg sowie eine Reihe weiterer Herren, unter ihnen Graf Bernhard von Gützkow und Hartwig Reventlow, den Rachefeldzug gegen die Dithmarschen verabredeten. In der Literatur, der Familiengeschichte der Wollersmannen/Wollersen und in einigen Schriften und Erzählungen wird dieser Feldzug, als persönlicher Rachefeldzug Reventlows, gegen die Wollersmannen gezielt, durch den Verlauf des holsteiner Heeres durch Stätten der Wollersmannen und wegen der Vertreibung der Vogdemannen und anderen Adels, gesehen.
Als Albrecht von Holstein mit einer ungewissen Zahl von Truppen (die komplette Armee dürfte zwischen 6.000 und 10.000 Mann betragen haben) in Dithmarschen einmarschierte, stieß er nur anfangs und dann nur vereinzelt auf militärischen Widerstand. Er kam mit seinen Truppen bis nach Wöhrden im Nordwesten Dithmarschens. Gerhard sah Dithmarschen als erobert und gab den Ort seinen Truppen zur Plünderung frei. Im Folgenden wurde ein Großteil der Wöhrdener in die Kirche getrieben, die restlichen Ansässigen mussten von den Invasoren Plünderung, Vergewaltigungen und Morde über sich ergehen lassen. Erst jetzt brachen die in der Kirche eingesperrten Dithmarscher aus der Kirche aus und überrannten die Invasoren aus nächster Nähe. Als unter den Holsteinern die Panik kurz vor dem Ausbrechen war, trieb sie Gerhard dazu an, die Bauern endgültig niederzumachen. Fast gleichzeitig jedoch erreichten die Dithmarscher Bauern aus den umliegenden Orten in kurzen Zeitabständen Wöhrden. Die übermächtige Streitkraft wurde nach anfänglichen Erfolgen von den Dithmarschern in die Sümpfe gelockt und dort in einem Hinterhalt niedergemetzelt. 2000 bis 3000 Ritter und Knechte, unter ihnen alle 14 Herren, außer Graf Gerhard III. von Holstein, Fürst Heinrich II. von Mecklenburg und Ritter Hartwig Reventlow – diese blieben im Lager – wurden bei Oldenwöhrde in dem blutigen Gemetzel niedergemacht. Der gefallene Graf von Gützkow wird in Urkunden und Chroniken mehrmals erwähnt: "... de greve van Gutzekowe ..." usw. Nach kurzer Kampfdauer erfasste die Holsteiner blanke Panik und sie versuchten, zu fliehen. Jedoch waren sie mittlerweile eingekesselt und bekamen nun die Rache für ihre Gräueltaten zu spüren. Nach der Schlacht um 1323 erkannten die Chronisten die Dithmarscher an und ernannten unter ihnen „potiores“ welche in der Schlacht mitwirkten und bedeutende Stellung im Land selbst erhielten und dessen Klüfte zum Großbauerntum verhalfen.
Es dauerte 85 Jahre, bevor wieder jemand versuchte, Dithmarschen zu erobern.